# Lars Kylberg
Lars Vilhelm Kylberg, född 6 mars 1940 i Gävle, är en svensk företagsledare.
Kylberg tog en civilingenjörsexamen vid  Chalmers 1965 och var verksam vid Asea i Teheran 1967-1970. Han var VD för Asea i Colombia 1970-1973, VD för Asea Reunert i Sydafrika 1973-1976, VD för ab Asea Skandia 1976-1982, vice VD för Saab-Scania ab 1982-1984 samt VD för Incentive AB 1984-1989. Hans karriär fortsatte med en VD-post  vid Alfa-Laval från 1989 till 1991 och för Saab-Scania från 1991.
Kylberg invaldes 2004 som ledamot av Ingenjörsvetenskapsakademien.

## Utmärkelser
- Kommendör med stjärna av Norska förtjänstorden (1 juli 1992)[1]